# محمد بن عيسى آل علي
محمد بن عيسى بن صالح آل علي هو الحاكم السابع من اسرة آل علي في منطقة حائل في الجزيرة العربية.

## تاريخه
وفي عهده توسعت امارة آل علي لتشمل كافة جبل شمر وشمال نجد ويعتبر أشهر أمير من امراء آل علي وامه سعدا السمهودي من بني رشيد ولا يُعرف شيء عن تاريخ مولده أو وفاته بالضبط، غير أنه عُمّر لأكثر من مئة سنة.
ويرد ذكر محمد العيسى آل علي في معظم الاشعار العامية التي تؤرخ لتلك الفترة التي عاش فيها، واشتهر بحفاوته بالشعراء والمادحين فسطرت به قصائد مطولة تمتدح كرمه ونبله. واكتسب ألقاباً شعبية أشهرها (الأشمل) لأن نفوذه امتد من حائل حتى العراق شمالاً وحتى تيماء غرباً، وفرض سلطته على كافة الأراضي الواقعة في هذه المنطقة مدونة بعنوان (إيضاحات حول آل علي) كتبها الشيخ عبد المحسن العتيق القنون، ويقول القنون ما نصه : "...أوضح أن محمد بن عيسى بن علي آل علي هو أخو خنساء وهو الملقب بالأشمل وكلمه أشمل تعني امتداد نفوذه من حدود تيماء إلى حدود العراق شمالا. وهو الأمير البارز بوقته عرفه السكان في حائل وكان يطبق التشريع الإسلامي آن ذاك في جميع ما يتعلق في الأشياء الخاصة والعامة بين الناس وما يحدث لهم من خصومات، كما توجد الوثائق التي تثبت ذلك محفوظة إلى عهد قريب.